# Knipolegus lophotes
A Knipolegus lophotes a madarak (Aves) osztályának a verébalakúak (Passeriformes) rendjébe és a királygébicsfélék (Tyrannidae) családjába tartozó faj.

## Rendszerezése
A fajt Friedrich Boie német ornitológus írta le 1828-ban.

## Előfordulása
Brazília, Uruguay és Paraguay területén honos. Természetes élőhelyei a szubtrópusi és trópusi száraz gyepek, szavannák és cserjések, valamint legelők.

## Megjelenése
Testhossza 21 centiméter. Kékesfekete tollazata van.
|  |

## Életmódja
Rovarokkal táplálkozik, néha apró gyümölcsöket is fogyaszt.

## Természetvédelmi helyzete
Az elterjedési területe rendkívül nagy, egyedszáma ugyan csökken, de még nem éri el a kritikus szintet. A Természetvédelmi Világszövetség Vörös listáján nem fenyegetett fajként szerepel.